# 王长河
王长河（1954年12月—），吉林敦化人。中国人民武装警察部队中将。
曾任武警森林指挥部副政委。2006年7月，任武警部队森林指挥部政委。2010年12月，任武警部队副政委、纪委书记。2012年，当选中国共产党第十八届中央纪律检查委员会委员。2015年12月，卸任武警部队副政委一职，任武警部队纪委书记。
2001年7月晋升为武警少将警衔。2012年，升武警中将。2018年2月24日，当选为第十三届全国人大代表。